# Dioscorus Benyamin Ataş
Mor Dioscorus Benyamin Ataş (Beth Kustan, Turkije, 3 januari 1964), is aartsbisschop van de Syrisch-Orthodoxe Kerk van Antiochië in Zweden Hij is geboren op 3 januari 1964 in Beth-Qustan, Tur Abdin. Hij groeide op in een zeer religieuze familie. Op zeer jonge leeftijd ging hij Syrisch studeren op de plaatselijke school van de kerk, waar hij tevens zeer actief in kerkdiensten was. Zijn basisonderwijs was in de plaatselijke dorpsschool waar hij de Turkse taal leerde.
Tijdens deze periode had hij het gevoel dat iemand hem opriep om monnik te worden. Zijn ouders ontmoedigden hem hier echter in, vanwege het feit dat hij te jong zou zijn om monnik te worden. 
De familie emigreerde later naar Zweden. 
In zijn twintiger jaren voelde hij toch weer geroepen om monnik te worden. Zijn ouders, die de ambities van hun zoon begrepen, hielpen hem om hem aan het Mor Ephrem Klooster in Nederland voor te stellen. In 1988 maakte hij dan eindelijk de stap naar het leven als monnik op verzoek van patriarch Mor Ignatius Zakka I Iwas. 
In 1989 werd Ataş werd tot priester gewijd. Als priester was hij nauw betrokken bij het verzorgen van de spirituele behoeften van de gelovigen in het aartsbisdom waar hij predikte. Hij inspireerde de gelovigen, ongeacht jong of oud, de Syrische taal te bestuderen. 
Op 11 februari 1996 wijdde de patriarch Ignatius Zakka Iwas monnik Benyamin Ataş tot metropoliet met de naam Dioscorus.
De patriarch benoemde hem als patriarchaal vicaris voor de Syrisch-orthodoxe Kerk in Zweden.